# Dusona okadai
Dusona okadai là một loài tò vò trong họ Ichneumonidae.